# Ogenne-Camptort
Ogenne-Camptort – miejscowość i gmina we Francji, w regionie Nowa Akwitania, w departamencie Pireneje Atlantyckie.
Według danych na rok 1990 gminę zamieszkiwało 220 osób, a gęstość zaludnienia wynosiła 19 osób/km² (wśród 2290 gmin Akwitanii Ogenne-Camptort plasuje się na 957. miejscu pod względem liczby ludności, natomiast pod względem powierzchni na miejscu 961.).